# خاني يك (مقاطعة فراشبند)
خاني يك (بالفارسية: خانی یک) هي قرية تقع في قسم نوجين الريفي في إيران. يقدر عدد سكانها بـ 696 نسمة بحسب إحصاء 2016.